# Asilis
Asilis es un género de insecto coleóptero polífago de la familia Cantharidae. Subfamilia Dysmorphocerinae.

## Especies
- Asilis alticola Wittmer, 1979
- Asilis annulicornis Wittmer, 1979
- Asilis arcuata Wittmer, 1979
- Asilis calleryensis Wittmer, 1979
- Asilis cornuta Wittmer, 1979
- Asilis dentata Wittmer, 1979
- Asilis dugdalei Wittmer, 1979
- Asilis dunensis Wittmer, 1979
- Asilis fiordensis Wittmer, 1979
- Asilis forcipifera Wittmer, 1979
- Asilis grossepunctata Wittmer, 1979
- Asilis homerica Wittmer, 1979
- Asilis kuscheli Wittmer, 1979
- Asilis laeviuscula Wittmer, 1979
- Asilis lyriformis Wittmer, 1979
- Asilis maori Wittmer, 1979
- Asilis nelsonensis Wittmer, 1979
- Asilis planata Wittmer, 1979
- Asilis platygona Wittmer, 1979
- Asilis pugiunculus Wittmer, 1979
- Asilis ramosa Wittmer, 1979
- Asilis reflexa Wittmer, 1979
- Asilis reflexodentata Wittmer, 1979
- Asilis waipouana Wittmer, 1979

### Subgénero
Heterasilis Wittmer, 1979
- Asilis intermixta Wittmer, 1979

## Localización
Todas las especies de este género y el subgénero, se encuentran distribuidas en Nueva Zelanda.